# Лыщенский сельсовет
Лы́щенский сельсовет (белор. Лышчанскі сельсавет; до 1981 года — Лыщевский) — административная единица в Пинском районе Брестской области Беларуси. Административный центр — деревня Лыще.

## История
Образован 16 июля 1954 года как Лыщевский сельсовет в составе Логишинского района Пинской области БССР путём объединения Заборовецкого и Благословского сельсоветов. 20 мая 1957 года в состав Бобриковского сельсовета передана деревня Доброславка. 8 марта 1960 года в состав Новодворского сельсовета передана деревня Стошаны. После упразднения Логишинского района 25 декабря 1962 года вошел в состав Пинского района. 5 марта 1981 года переименован в Лыщенский, а центр-в деревню Лыще.

## Состав
В состав сельсовета входят следующие населённые пункты:
- Заборовцы — деревня
- Лыще — деревня
- Павлиново — деревня
- Пучины — деревня
- Юзефины — деревня